# Liste des mammifères en Belgique
Pour des articles plus généraux, voir Liste des mammifères en Europe et Faune en Belgique.

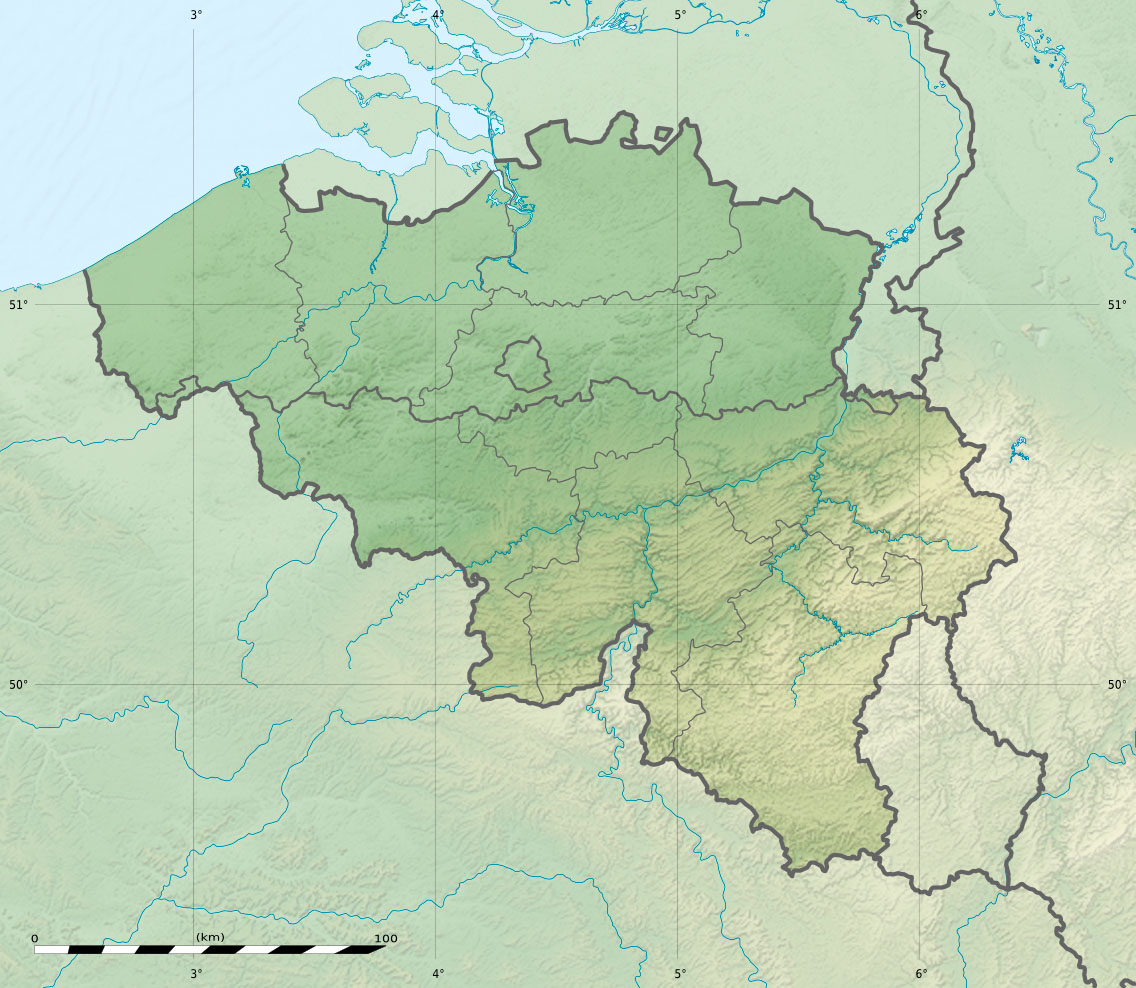
Carte topographique de la Belgique.

Localisation de la Belgique en Europe.

Cette liste commentée recense la mammalofaune en Belgique. Elle répertorie les espèces de mammifères belges actuels et celles qui ont été récemment classifiées comme éteintes (à partir de l'Holocène, depuis donc 11 700 ans av. J.‑C.). Cette liste comporte 117 espèces réparties en dix ordres et 34 familles, dont une est « en danger critique d'extinction », quatre sont « en danger », quatre autres sont « vulnérables », neuf sont « quasi menacées » et six ont des « données insuffisantes » pour être classées (selon les critères de la liste rouge de l'UICN au niveau mondial).
Elle contient au moins quinze espèces introduites sur ce territoire, qui sont plus ou moins bien acclimatées. Il peut contenir aussi des animaux non reconnus par la liste rouge de l'UICN (un mammifère ici) et ils sont classés en « non évalué » : cela étant dû notamment au manque de données, à des espèces domestiques, disparues ou éteintes avant le XVIe siècle. Il n'existe pas en Belgique d'espèce et de sous-espèce de mammifères endémiques.

## Statuts de la liste rouge de l'UICN
Les statuts de conservation utilisés par la liste rouge de l'UICN mondiale sont :
| (EX) | Éteint                  | Il n'y a pas le moindre doute sur le fait que le dernier spécimen recensé est mort.                                                                   |
| (EW) | Éteint à l'état sauvage | L'espèce est connue uniquement en captivité ou en tant que population naturalisée bien en dehors de son ancienne aire de répartition.                 |
| (CR) | En danger critique      | L'espèce risque prochainement de s'éteindre à l'état sauvage.                                                                                         |
| (EN) | En danger               | L'espèce fait face à un très gros risque d'extinction à l'état sauvage.                                                                               |
| (VU) | Vulnérable              | L'espèce fait face à un gros risque d'extinction à l'état sauvage.                                                                                    |
| (NT) | Quasi menacé            | L'espèce ne satisfait pas un ou plusieurs des critères prévus qui permettraient de la catégoriser, mais pourrait risquer de s'éteindre dans le futur. |
| (LC) | Préoccupation mineure   | Il n'y a pas de risque identifiable pour l'espèce. |
| (DD) | Données insuffisantes   | Il n'y a pas d'information adéquate qui permettraient de faire une évaluation des risques pour cette espèce.                                          |
| (NE) | Non évalué              | L'espèce n'a pas encore été confrontée aux critères précédents, n'est pas reconnue par l'UICN ou bien s'est éteinte avant le XVIe siècle.             |

## Ordre:Primates

### Famille:Hominidés
| Nom vulgaire, nom binominal et citation d'auteurs | Nom vulgaire néerlandais (Nl) et allemand (De) (autres langues officielles de la Belgique) | Origine et statut en Belgique | Aire de répartition                    | Statut UICN mondial | Image         |
| ------------------------------------------------- | ------------------------------------------------------------------------------------------ | ----------------------------- | -------------------------------------- | ------------------- | ------------- |
| Homme moderne Homo sapiens Linnaeus, 1758         | Nl : Mens De : Mensch                                                                      | Autochtone,                   | Aire de répartition de l'Homme moderne | [ 2 ]               | Homme moderne |

## Ordre:Lagomorphes

### Famille:Léporidés
| Nom vulgaire, nom binominal et citation d'auteurs       | Nom vulgaire néerlandais (Nl) et allemand (De) (autres langues officielles de la Belgique) | Origine et statut en Belgique | Aire de répartition                     | Statut UICN mondial | Image            |
| ------------------------------------------------------- | ------------------------------------------------------------------------------------------ | ----------------------------- | --------------------------------------- | ------------------- | ---------------- |
| Lièvre d'Europe Lepus europaeus Pallas, 1778            | Nl : Haas De : Feldhase                                                                    | Autochtone                    | Aire de répartition du Lièvre d'Europe  | [ 3 ]               | Lièvre d'Europe  |
| Lapin de garenne Oryctolagus cuniculus (Linnaeus, 1758) | Nl : Konijn De : Wildkaninchen                                                             | Allochtone (Introduit),       | Aire de répartition du Lapin de garenne | [ 4 ]               | Lapin de garenne |

## Ordre:Rodentiens

### Famille:Castoridés
| Nom vulgaire, nom binominal et citation d'auteurs | Nom vulgaire néerlandais (Nl) et allemand (De) (autres langues officielles de la Belgique) | Origine et statut en Belgique | Aire de répartition                     | Statut UICN mondial | Image            |
| ------------------------------------------------- | ------------------------------------------------------------------------------------------ | ----------------------------- | --------------------------------------- | ------------------- | ---------------- |
| Castor du Canada Castor canadensis Kuhl, 1820     | Nl : Canadese bever De : Kanadischer Biber                                                 | Allochtone,                   | Aire de répartition du Castor du Canada | [ 6 ]               | Castor du Canada |
| Castor d'Eurasie Castor fiber Linnaeus, 1758      | Nl : Bever De : Europäischer Biber                                                         | Autochtone (Recolonisateur),  | Aire de répartition du Castor d'Eurasie | [ 7 ]               | Castor d'Eurasie |

### Famille:Myocastoridés
| Nom vulgaire, nom binominal et citation d'auteurs | Nom vulgaire néerlandais (Nl) et allemand (De) (autres langues officielles de la Belgique) | Origine et statut en Belgique | Aire de répartition             | Statut UICN mondial | Image    |
| ------------------------------------------------- | ------------------------------------------------------------------------------------------ | ----------------------------- | ------------------------------- | ------------------- | -------- |
| Ragondin Myocastor coypus (Molina, 1782)          | Nl : Beverrat De : Biberratte                                                              | Allochtone (Introduit)        | Aire de répartition du Ragondin | [ 9 ]               | Ragondin |

### Famille:Cricétidés
| Nom vulgaire, nom binominal et citation d'auteurs                      | Nom vulgaire néerlandais (Nl) et allemand (De) (autres langues officielles de la Belgique) | Origine et statut en Belgique | Aire de répartition                         | Statut UICN mondial | Image                |
| ---------------------------------------------------------------------- | ------------------------------------------------------------------------------------------ | ----------------------------- | ------------------------------------------- | ------------------- | -------------------- |
| Campagnol terrestre Arvicola amphibius (Linnaeus, 1758)                | Nl : Woelrat De : Ostschermaus                                                             | Autochtone                    | Aire de répartition du Campagnol terrestre  | [ 10 ]              | Campagnol terrestre  |
| Campagnol agreste Microtus agrestis (Linnaeus, 1761)                   | Nl : Aardmuis De : Erdmaus                                                                 | Autochtone                    | Aire de répartition du Campagnol agreste    | [ 11 ]              | Campagnol agreste    |
| Campagnol des champs Microtus arvalis (Pallas, 1778)                   | Nl : Veldmuis De : Feldmaus                                                                | Autochtone                    | Aire de répartition du Campagnol des champs | [ 12 ]              | Campagnol des champs |
| Campagnol souterrain Microtus subterraneus (de Sélys Longchamps, 1836) | Nl : Ondergrondse woelmuis De : Kurzohrmaus                                                | Autochtone                    | Illustration manquante                      | [ 13 ]              | Campagnol souterrain |
| Campagnol roussâtre Myodes glareolus Schreber, 1780                    | Nl : Rosse woelmuis De : Rötelmaus                                                         | Autochtone                    | Aire de répartition du Campagnol roussâtre  | [ 14 ]              | Campagnol roussâtre  |
| Rat musqué Ondatra zibethicus (Linnaeus, 1766)                         | Nl : Muskusrat De : Bisamratte                                                             | Allochtone (Introduit)        | Aire de répartition du Rat musqué           | [ 15 ]              | Rat musqué           |
| Grand Hamster Cricetus cricetus (Linnaeus, 1758)                       | Nl : Hamster De : Feldhamster                                                              | Autochtone                    | Aire de répartition du Grand Hamster        | [ 16 ]              | Grand Hamster        |

### Famille:Muridés
| Nom vulgaire, nom binominal et citation d'auteurs     | Nom vulgaire néerlandais (Nl) et allemand (De) (autres langues officielles de la Belgique) | Origine et statut en Belgique | Aire de répartition                     | Statut UICN mondial | Image            |
| ----------------------------------------------------- | ------------------------------------------------------------------------------------------ | ----------------------------- | --------------------------------------- | ------------------- | ---------------- |
| Mulot à collier Apodemus flavicollis (Melchior, 1834) | Nl : Grote bosmuis De : Gelbhalsmaus                                                       | Autochtone                    | Aire de répartition du Mulot à collier  | [ 17 ]              | Mulot à collier  |
| Mulot sylvestre Apodemus sylvaticus (Linnaeus, 1758)  | Nl : Bosmuis De : Waldmaus                                                                 | Autochtone                    | Aire de répartition du Mulot sylvestre  | [ 18 ]              | Mulot sylvestre  |
| Rat des moissons Micromys minutus (Pallas, 1771)      | Nl : Dwergmuis De : Zwergmaus                                                              | Autochtone                    | Aire de répartition du Rat des moissons | [ 19 ]              | Rat des moissons |
| Souris grise Mus musculus Linnaeus, 1758              | Nl : Huismuis De : Hausmaus                                                                | Allochtone (Introduit),       | Aire de répartition de la Souris grise  | [ 20 ]              | Souris grise     |
| Rat surmulot Rattus norvegicus (Berkenhout, 1769)     | Nl : Bruine rat De : Wanderratte                                                           | Allochtone (Introduit)        | Aire de répartition du Rat surmulot     | [ 22 ]              | Rat surmulot     |
| Rat noir Rattus rattus (Linnaeus, 1758)               | Nl : Zwarte rat De : Hausratte                                                             | Allochtone (Introduit)        | Aire de répartition du Rat noir         | [ 23 ]              | Rat noir         |

### Famille:Gliridés
| Nom vulgaire, nom binominal et citation d'auteurs   | Nom vulgaire néerlandais (Nl) et allemand (De) (autres langues officielles de la Belgique) | Origine et statut en Belgique | Aire de répartition                 | Statut UICN mondial | Image        |
| --------------------------------------------------- | ------------------------------------------------------------------------------------------ | ----------------------------- | ----------------------------------- | ------------------- | ------------ |
| Loir gris Glis glis Linnaeus, 1766                  | Nl : Relmuis De : Siebenschläfer                                                           | Autochtone                    | Aire de répartition du Loir gris    | [ 24 ]              | Loir gris    |
| Lérot commun Eliomys quercinus (Linnaeus, 1766)     | Nl : Eikelmuis De : Gartenschläfer                                                         | Autochtone                    | Aire de répartition du Lérot commun | [ 25 ]              | Lérot commun |
| Muscardin Muscardinus avellanarius (Linnaeus, 1758) | Nl : Hazelmuis De : Haselmaus                                                              | Autochtone                    | Aire de répartition du Muscardin    | [ 26 ]              | Muscardin    |

### Famille:Sciuridés
| Nom vulgaire, nom binominal et citation d'auteurs              | Nom vulgaire néerlandais (Nl) et allemand (De) (autres langues officielles de la Belgique) | Origine et statut en Belgique         | Aire de répartition                              | Statut UICN mondial | Image                   |
| -------------------------------------------------------------- | ------------------------------------------------------------------------------------------ | ------------------------------------- | ------------------------------------------------ | ------------------- | ----------------------- |
| Écureuil à ventre rouge Callosciurus erythraeus (Pallas, 1779) | Nl : Roodbuikeekhoorn De : Pallas-Hörnchen                                                 | Allochtone (Peut-être non acclimaté), | Aire de répartition de l'Écureuil à ventre rouge | [ 28 ]              | Écureuil à ventre rouge |
| Écureuil roux Sciurus vulgaris Linnaeus, 1758                  | Nl : Eekhoorn De : Eichhörnchen                                                            | Autochtone                            | Aire de répartition de l'Écureuil roux           | [ 29 ]              | Écureuil roux           |
| Tamia de Sibérie Tamias sibiricus (Laxmann, 1769)              | Nl : Siberische grondeekhoorn De : Burunduk                                                | Allochtone (Introduit)                | Aire de répartition du Tamia de Sibérie          | [ 30 ]              | Tamia de Sibérie        |

## Ordre:Érinacéomorphes

### Famille:Érinacéidés
| Nom vulgaire, nom binominal et citation d'auteurs  | Nom vulgaire néerlandais (Nl) et allemand (De) (autres langues officielles de la Belgique) | Origine et statut en Belgique | Aire de répartition                    | Statut UICN mondial | Image           |
| -------------------------------------------------- | ------------------------------------------------------------------------------------------ | ----------------------------- | -------------------------------------- | ------------------- | --------------- |
| Hérisson commun Erinaceus europaeus Linnaeus, 1758 | Nl : Egel De : Braunbrustigel                                                              | Autochtone                    | Aire de répartition du Hérisson commun | [ 31 ]              | Hérisson commun |

## Ordre:Soricomorphes

### Famille:Soricidés
| Nom vulgaire, nom binominal et citation d'auteurs    | Nom vulgaire néerlandais (Nl) et allemand (De) (autres langues officielles de la Belgique) | Origine et statut en Belgique | Aire de répartition                            | Statut UICN mondial | Image                |
| ---------------------------------------------------- | ------------------------------------------------------------------------------------------ | ----------------------------- | ---------------------------------------------- | ------------------- | -------------------- |
| Crocidure leucode Crocidura leucodon (Hermann, 1780) | Nl : Veldspitsmuis De : Feldspitzmaus                                                      | Autochtone                    | Aire de répartition de la Crocidure leucode    | [ 32 ]              | Crocidure leucode    |
| Crocidure musette Crocidura russula (Hermann, 1780)  | Nl : Huisspitsmuis De : Hausspitzmaus                                                      | Allochtone,                   | Aire de répartition de la Crocidure musette    | [ 33 ]              | Crocidure musette    |
| Crossope de Miller Neomys anomalus Cabrera, 1907     | Nl : Millers waterspitsmuis De : Sumpfspitzmaus                                            | Autochtone                    | Aire de répartition de la Crossope de Miller   | [ 35 ]              | Crossope de Miller   |
| Crossope aquatique Neomys fodiens (Pennant, 1771)    | Nl : Waterspitsmuis De : Wasserspitzmaus                                                   | Autochtone                    | Aire de répartition de la Crossope aquatique   | [ 36 ]              | Crossope aquatique   |
| Musaraigne carrelet Sorex araneus Linnaeus, 1758     | Nl : Bosspitsmuis De : Waldspitzmaus                                                       | Autochtone                    | Aire de répartition de la Musaraigne carrelet  | [ 37 ]              | Musaraigne carrelet  |
| Musaraigne couronnée Sorex coronatus Millet, 1828    | Nl : Tweekleurige bosspitsmuis De : Schabrackenspitzmaus                                   | Autochtone                    | Aire de répartition de la Musaraigne couronnée | [ 38 ]              | Musaraigne couronnée |
| Musaraigne pygmée Sorex minutus Linnaeus, 1766       | Nl : Dwergspitsmuis De : Zwergspitzmaus                                                    | Autochtone                    | Aire de répartition de la Musaraigne pygmée    | [ 39 ]              | Musaraigne pygmée    |

### Famille:Talpidés
| Nom vulgaire, nom binominal et citation d'auteurs | Nom vulgaire néerlandais (Nl) et allemand (De) (autres langues officielles de la Belgique) | Origine et statut en Belgique | Aire de répartition                      | Statut UICN mondial | Image          |
| ------------------------------------------------- | ------------------------------------------------------------------------------------------ | ----------------------------- | ---------------------------------------- | ------------------- | -------------- |
| Taupe d'Europe Talpa europaea Linnaeus, 1758      | Nl : Mol De : Europäischer Maulwurf                                                        | Autochtone                    | Aire de répartition de la Taupe d'Europe | [ 40 ]              | Taupe d'Europe |

## Ordre:Chiroptères

### Famille:Rhinolophidés
| Nom vulgaire, nom binominal et citation d'auteurs           | Nom vulgaire néerlandais (Nl) et allemand (De) (autres langues officielles de la Belgique) | Origine et statut en Belgique | Aire de répartition                     | Statut UICN mondial | Image            |
| ----------------------------------------------------------- | ------------------------------------------------------------------------------------------ | ----------------------------- | --------------------------------------- | ------------------- | ---------------- |
| Grand Rhinolophe Rhinolophus ferrumequinum (Schreber, 1774) | Nl : Grote hoefijzerneus De : Große Hufeisennase                                           | Autochtone                    | Aire de répartition du Grand Rhinolophe | [ 42 ]              | Grand Rhinolophe |
| Petit Rhinolophe Rhinolophus hipposideros (Bechstein, 1800) | Nl : Kleine hoefijzerneus De : Kleine Hufeisennase                                         | Autochtone                    | Aire de répartition du Petit Rhinolophe | [ 43 ]              | Petit Rhinolophe |

### Famille:Vespertilionidés
| Nom vulgaire, nom binominal et citation d'auteurs                           | Nom vulgaire néerlandais (Nl) et allemand (De) (autres langues officielles de la Belgique) | Origine et statut en Belgique   | Aire de répartition                                | Statut UICN mondial | Image                       |
| --------------------------------------------------------------------------- | ------------------------------------------------------------------------------------------ | ------------------------------- | -------------------------------------------------- | ------------------- | --------------------------- |
| Murin d'Alcathoé Myotis alcathoe von Helversen & Heller, 2001               | Nl : — aucun — De : Nymphenfledermaus                                                      | Autochtone                      | Aire de répartition du Murin d'Alcathoé            | [ 45 ]              | Murin d'Alcathoé            |
| Murin de Bechstein Myotis bechsteinii (Kuhl, 1817)                          | Nl : Bechsteins vleermuis De : Bechsteinfledermaus                                         | Autochtone                      | Aire de répartition du Murin de Bechstein          | [ 46 ]              | Murin de Bechstein          |
| Murin de Brandt Myotis brandtii (Eversmann, 1845)                           | Nl : Brandts vleermuis De : Große Bartfledermaus                                           | Autochtone                      | Aire de répartition du Murin de Brandt             | [ 47 ]              | Murin de Brandt             |
| Murin des marais Myotis dasycneme (Boie, 1825)                              | Nl : Meervleermuis De : Teichfledermaus                                                    | Autochtone                      | Aire de répartition du Murin des marais            | [ 48 ]              | Murin des marais            |
| Murin de Daubenton Myotis daubentonii (Kuhl, 1817)                          | Nl : Watervleermuis De : Wasserfledermaus                                                  | Autochtone                      | Aire de répartition du Murin de Daubenton          | [ 49 ]              | Murin de Daubenton          |
| Murin à oreilles échancrées Myotis emarginatus (É. Geoffroy, 1806)          | Nl : Ingekorven vleermuis De : Wimperfledermaus                                            | Autochtone                      | Aire de répartition du Murin à oreilles échancrées | [ 50 ]              | Murin à oreilles échancrées |
| Grand Murin Myotis myotis (Borkhausen, 1797)                                | Nl : Vale vleermuis De : Großes Mausohr                                                    | Autochtone                      | Aire de répartition du Grand Murin                 | [ 51 ]              | Grand Murin                 |
| Murin à moustaches Myotis mystacinus (Kuhl, 1817)                           | Nl : Baardvleermuis De : Kleine Bartfledermaus                                             | Autochtone                      | Aire de répartition du Murin à moustaches          | [ 52 ]              | Murin à moustaches          |
| Murin de Natterer Myotis nattereri (Kuhl, 1817)                             | Nl : Franjestaart De : Fransenfledermaus                                                   | Autochtone                      | Aire de répartition du Murin de Natterer           | [ 53 ]              | Murin de Natterer           |
| Sérotine de Nilsson Eptesicus nilssonii (Keyserling & Blasius, 1839)        | Nl : Noordse vleermuis De : Nordfledermaus                                                 | Autochtone                      | Aire de répartition de la Sérotine de Nilsson      | [ 54 ]              | Sérotine de Nilsson         |
| Sérotine commune Eptesicus serotinus (Schreber, 1774)                       | Nl : Laatvlieger De : Breitflügelfledermaus                                                | Autochtone                      | Aire de répartition de la Sérotine commune         | [ 55 ]              | Sérotine commune            |
| Grande Noctule Nyctalus lasiopterus (Schreber, 1780)                        | Nl : Grote rosse vleermuis De : Riesenabendsegler                                          | Peut-être autochtone,           | Aire de répartition de la Grande Noctule           | [ 57 ]              | Grande Noctule              |
| Noctule de Leisler Nyctalus leisleri (Kuhl, 1817)                           | Nl : Bosvleermuis De : Kleiner Abendsegler                                                 | Autochtone                      | Aire de répartition de la Noctule de Leisler       | [ 58 ]              | Noctule de Leisler          |
| Noctule commune Nyctalus noctula (Schreber, 1774)                           | Nl : Rosse vleermuis De : Großer Abendsegler                                               | Autochtone                      | Aire de répartition de la Noctule commune          | [ 59 ]              | Noctule commune             |
| Pipistrelle de Kuhl Pipistrellus kuhlii (Kuhl, 1817)                        | Nl : Kuhls dwergvleermuis De : Weißrandfledermaus                                          | Peut-être autochtone            | Aire de répartition de la Pipistrelle de Kuhl      | [ 60 ]              | Pipistrelle de Kuhl         |
| Pipistrelle de Nathusius Pipistrellus nathusii (Keyserling & Blasius, 1839) | Nl : Ruige dwergvleermuis De : Rauhautfledermaus                                           | Autochtone                      | Aire de répartition de la Pipistrelle de Nathusius | [ 61 ]              | Pipistrelle de Nathusius    |
| Pipistrelle commune Pipistrellus pipistrellus (Schreber, 1774)              | Nl : Gewone dwergvleermuis De : Zwergfledermaus                                            | Autochtone                      | Aire de répartition de la Pipistrelle commune      | [ 62 ]              | Pipistrelle commune         |
| Pipistrelle pygmée Pipistrellus pygmaeus (Leach, 1825)                      | Nl : Kleine dwergvleermuis De : Mückenfledermaus                                           | Peut-être autochtone            | Aire de répartition de la Pipistrelle pygmée       | [ 64 ]              | Pipistrelle pygmée          |
| Barbastelle d'Europe Barbastella barbastellus (Schreber, 1774)              | Nl : Mopsvleermuis De : Mopsfledermaus                                                     | Autochtone (Peut-être disparu), | Aire de répartition de la Barbastelle d'Europe     | [ 65 ]              | Barbastelle d'Europe        |
| Oreillard roux Plecotus auritus (Linnaeus, 1758)                            | Nl : Grootoorvleermuis De : Braunes Langohr                                                | Autochtone                      | Aire de répartition de l'Oreillard roux            | [ 66 ]              | Oreillard roux              |
| Oreillard gris Plecotus austriacus (J. Fischer, 1829)                       | Nl : Grijze grootoorvleermuis De : Graues Langohr                                          | Autochtone                      | Aire de répartition de l'Oreillard gris            | [ 67 ]              | Oreillard gris              |
| Sérotine bicolore Vespertilio murinus Linnaeus, 1758                        | Nl : Tweekleurige vleermuis De : Zweifarbfledermaus                                        | Autochtone                      | Aire de répartition de la Sérotine bicolore        | [ 68 ]              | Sérotine bicolore           |

## Ordre:Cétacés

### Famille:Balænidés
| Nom vulgaire, nom binominal et citation d'auteurs     | Nom vulgaire néerlandais (Nl) et allemand (De) (autres langues officielles de la Belgique) | Origine et statut en Belgique         | Aire de répartition                          | Statut UICN mondial | Image              |
| ----------------------------------------------------- | ------------------------------------------------------------------------------------------ | ------------------------------------- | -------------------------------------------- | ------------------- | ------------------ |
| Baleine boréale Balaena mysticetus Linnaeus, 1758     | Nl : Groenlandse walvis De : Grönlandwal                                                   | Erratique,                            | Aire de répartition de la Baleine boréale    | [ 70 ]              | Baleine boréale    |
| Baleine de Biscaye Eubalaena glacialis (Müller, 1776) | Nl : Noordkaper De : Atlantischer Nordkaper                                                | Autochtone (Disparu, puis erratique), | Aire de répartition de la Baleine de Biscaye | [ 72 ]              | Baleine de Biscaye |

### Famille:Balænoptéridés
| Nom vulgaire, nom binominal et citation d'auteurs          | Nom vulgaire néerlandais (Nl) et allemand (De) (autres langues officielles de la Belgique) | Origine et statut en Belgique | Aire de répartition                        | Statut UICN mondial | Image            |
| ---------------------------------------------------------- | ------------------------------------------------------------------------------------------ | ----------------------------- | ------------------------------------------ | ------------------- | ---------------- |
| Baleine de Minke Balaenoptera acutorostrata Lacépède, 1804 | Nl : Dwergvinvis De : Zwergwal                                                             | Erratique                     | Aire de répartition de la Baleine de Minke | [ 74 ]              | Baleine de Minke |
| Rorqual boréal Balaenoptera borealis Lesson, 1828          | Nl : Noordse vinvis De : Seiwal                                                            | Erratique                     | Aire de répartition du Rorqual boréal      | [ 76 ]              | Rorqual boréal   |
| Baleine bleue Balaenoptera musculus (Linnaeus, 1758)       | Nl : Blauwe vinvis De : Blauwal                                                            | Erratique                     | Aire de répartition de la Baleine bleue    | [ 77 ]              | Baleine bleue    |
| Rorqual commun Balaenoptera physalus (Linnaeus, 1758)      | Nl : Gewone vinvis De : Finnwal                                                            | Erratique                     | Aire de répartition du Rorqual commun      | [ 78 ]              | Rorqual commun   |
| Baleine à bosse Megaptera novaeangliae (Borowski, 1781)    | Nl : Bultrug De : Buckelwal                                                                | Erratique                     | Aire de répartition de la Baleine à bosse  | [ 80 ]              | Baleine à bosse  |

### Famille:Eschrichtiidés
| Nom vulgaire, nom binominal et citation d'auteurs      | Nom vulgaire néerlandais (Nl) et allemand (De) (autres langues officielles de la Belgique) | Origine et statut en Belgique | Aire de répartition                     | Statut UICN mondial | Image         |
| ------------------------------------------------------ | ------------------------------------------------------------------------------------------ | ----------------------------- | --------------------------------------- | ------------------- | ------------- |
| Baleine grise Eschrichtius robustus (Lilljeborg, 1861) | Nl : Grijze walvis De : Grauwal                                                            | Autochtone (Disparu),         | Aire de répartition de la Baleine grise | [ 82 ]              | Baleine grise |

### Famille:Delphinidés
| Nom vulgaire, nom binominal et citation d'auteurs                    | Nom vulgaire néerlandais (Nl) et allemand (De) (autres langues officielles de la Belgique) | Origine et statut en Belgique | Aire de répartition                                  | Statut UICN mondial | Image                         |
| -------------------------------------------------------------------- | ------------------------------------------------------------------------------------------ | ----------------------------- | ---------------------------------------------------- | ------------------- | ----------------------------- |
| Dauphin commun Delphinus delphis Linnaeus, 1758                      | Nl : Gewone dolfijn De : Gemeiner Delfin                                                   | Erratique                     | Aire de répartition du Dauphin commun                | [ 83 ]              | Dauphin commun                |
| Globicéphale noir Globicephala melas (Traill, 1809)                  | Nl : Griend De : Grindwal                                                                  | Erratique                     | Aire de répartition du Globicéphale noir             | [ 84 ]              | Globicéphale noir             |
| Dauphin de Risso Grampus griseus (G. Cuvier, 1812)                   | Nl : Gramper De : Rundkopfdelfin                                                           | Erratique                     | Aire de répartition du Dauphin de Risso              | [ 85 ]              | Dauphin de Risso              |
| Lagénorhynque à flancs blancs Lagenorhynchus acutus (Gray, 1828)     | Nl : Witflankdolfijn De : Weißseitendelfin                                                 | Autochtone                    | Aire de répartition du Lagénorhynque à flancs blancs | [ 86 ]              | Lagénorhynque à flancs blancs |
| Lagénorhynque à rostre blanc Lagenorhynchus albirostris (Gray, 1846) | Nl : Witsnuitdolfijn De : Weißschnauzendelfin                                              | Autochtone                    | Aire de répartition du Lagénorhynque à rostre blanc  | [ 87 ]              | Lagénorhynque à rostre blanc  |
| Orque Orcinus orca (Linnaeus, 1758)                                  | Nl : Orka De : Schwertwal                                                                  | Erratique                     | Aire de répartition de l'Orque                       | [ 88 ]              | Orque                         |
| Dauphin bleu et blanc Stenella coeruleoalba (Meyen, 1833)            | Nl : Gestreepte dolfijn De : Blau-Weißer Delfin                                            | Erratique                     | Aire de répartition du Dauphin bleu et blanc         | [ 89 ]              | Dauphin bleu et blanc         |
| Sténo Steno bredanensis (G. Cuvier in Lesson, 1828)                  | Nl : Snaveldolfijn De : Rauzahndelfin                                                      | Erratique                     | Aire de répartition du Sténo                         | [ 90 ]              | Sténo                         |
| Grand Dauphin commun Tursiops truncatus (Montagu, 1821)              | Nl : Tuimelaar De : Großer Tümmler                                                         | Autochtone                    | Aire de répartition du Grand Dauphin commun          | [ 91 ]              | Grand Dauphin commun          |

### Famille:Monodontidés
| Nom vulgaire, nom binominal et citation d'auteurs | Nom vulgaire néerlandais (Nl) et allemand (De) (autres langues officielles de la Belgique) | Origine et statut en Belgique | Aire de répartition            | Statut UICN mondial | Image   |
| ------------------------------------------------- | ------------------------------------------------------------------------------------------ | ----------------------------- | ------------------------------ | ------------------- | ------- |
| Bélouga Delphinapterus leucas (Pallas, 1776)      | Nl : Witte dolfijn De : Weißwal                                                            | Erratique                     | Aire de répartition du Bélouga | [ 92 ]              | Bélouga |
| Narval Monodon monoceros Linnaeus, 1758           | Nl : Narwal De : Narwal                                                                    | Erratique                     | Aire de répartition du Narval  | [ 94 ]              | Narval  |

### Famille:Phocœnidés
| Nom vulgaire, nom binominal et citation d'auteurs  | Nom vulgaire néerlandais (Nl) et allemand (De) (autres langues officielles de la Belgique) | Origine et statut en Belgique | Aire de répartition                    | Statut UICN mondial | Image           |
| -------------------------------------------------- | ------------------------------------------------------------------------------------------ | ----------------------------- | -------------------------------------- | ------------------- | --------------- |
| Marsouin commun Phocoena phocoena (Linnaeus, 1758) | Nl : Bruinvis De : Gewöhnlicher Schweinswal                                                | Autochtone                    | Aire de répartition du Marsouin commun | [ 95 ]              | Marsouin commun |

### Famille:Kogiidés
| Nom vulgaire, nom binominal et citation d'auteurs  | Nom vulgaire néerlandais (Nl) et allemand (De) (autres langues officielles de la Belgique) | Origine et statut en Belgique | Aire de répartition                    | Statut UICN mondial | Image           |
| -------------------------------------------------- | ------------------------------------------------------------------------------------------ | ----------------------------- | -------------------------------------- | ------------------- | --------------- |
| Cachalot pygmée Kogia breviceps (Blainville, 1838) | Nl : Dwergpotvis De : Zwergpottwal                                                         | Peut-être autochtone,         | Aire de répartition du Cachalot pygmée | [ 96 ]              | Cachalot pygmée |

### Famille:Physétéridés
| Nom vulgaire, nom binominal et citation d'auteurs    | Nom vulgaire néerlandais (Nl) et allemand (De) (autres langues officielles de la Belgique) | Origine et statut en Belgique | Aire de répartition                   | Statut UICN mondial | Image          |
| ---------------------------------------------------- | ------------------------------------------------------------------------------------------ | ----------------------------- | ------------------------------------- | ------------------- | -------------- |
| Grand Cachalot Physeter macrocephalus Linnaeus, 1758 | Nl : Potvis De : Pottwal                                                                   | Erratique                     | Aire de répartition du Grand Cachalot | [ 98 ]              | Grand Cachalot |

### Famille:Ziphiidés
| Nom vulgaire, nom binominal et citation d'auteurs           | Nom vulgaire néerlandais (Nl) et allemand (De) (autres langues officielles de la Belgique) | Origine et statut en Belgique | Aire de répartition                               | Statut UICN mondial | Image                   |
| ----------------------------------------------------------- | ------------------------------------------------------------------------------------------ | ----------------------------- | ------------------------------------------------- | ------------------- | ----------------------- |
| Hypérodon boréal Hyperoodon ampullatus (Forster, 1770)      | Nl : Noordelijke butskop De : Nördlicher Entenwal                                          | Erratique                     | Aire de répartition du Hypérodon boréal           | [ 99 ]              | Hypérodon boréal        |
| Mésoplodon de Sowerby Mesoplodon bidens (Sowerby, 1804)     | Nl : Gewone spitssnuitdolfijn De : Sowerby-Zweizahnwal                                     | Erratique                     | Aire de répartition du Mésoplodon de Sowerby      | [ 100 ]             | Mésoplodon de Sowerby   |
| Baleine à bec de Cuvier Ziphius cavirostris G. Cuvier, 1823 | Nl : Dolfijn van Cuvier De : Cuvier-Schnabelwal                                            | Erratique                     | Aire de répartition de la Baleine à bec de Cuvier | [ 102 ]             | Baleine à bec de Cuvier |

## Ordre:Artiodactyles

### Famille:Bovidés
| Nom vulgaire, nom binominal et citation d'auteurs | Nom vulgaire néerlandais (Nl) et allemand (De) (autres langues officielles de la Belgique) | Origine et statut en Belgique       | Aire de répartition                          | Statut UICN mondial | Image                 |
| ------------------------------------------------- | ------------------------------------------------------------------------------------------ | ----------------------------------- | -------------------------------------------- | ------------------- | --------------------- |
| Bison d'Europe Bison bonasus (Linnaeus, 1758)     | Nl : Wisent De : Wisent                                                                    | Autochtone (Disparu)                | Aire de répartition du Bison d'Europe        | [ 104 ]             | Bison d'Europe        |
| Taurin Bos taurus Linnaeus, 1758                  | Nl : Rund De : Rind                                                                        | Autochtone (Peut-être réintroduit), | Aire de répartition du Taurin                | (NE)                |                       |
| Mouflon méditerranéen Ovis aries Linnaeus, 1758   | Nl : Moeflon De : Mufflon                                                                  | Allochtone (Introduit)              | Aire de répartition du Mouflon méditerranéen | [ 108 ]             | Mouflon méditerranéen |

### Famille:Cervidés
| Nom vulgaire, nom binominal et citation d'auteurs       | Nom vulgaire néerlandais (Nl) et allemand (De) (autres langues officielles de la Belgique) | Origine et statut en Belgique        | Aire de répartition                       | Statut UICN mondial | Image              |
| ------------------------------------------------------- | ------------------------------------------------------------------------------------------ | ------------------------------------ | ----------------------------------------- | ------------------- | ------------------ |
| Élan Alces alces (Linnaeus, 1758)                       | Nl : Eland De : Elch                                                                       | Autochtone (Disparu)                 | Aire de répartition de l'Élan             | [ 110 ]             | Élan               |
| Chevreuil européen Capreolus capreolus (Linnaeus, 1758) | Nl : Europese ree De : Reh                                                                 | Autochtone                           | Aire de répartition du Chevreuil européen | [ 111 ]             | Chevreuil européen |
| Cerf élaphe Cervus elaphus Linnaeus, 1758               | Nl : Edelhert De : Rothirsch                                                               | Autochtone                           | Aire de répartition du Cerf élaphe        | [ 112 ]             | Cerf élaphe        |
| Cerf sika Cervus nippon Temminck, 1838                  | Nl : Sikahert De : Sikahirsch                                                              | Allochtone (Peut-être non acclimaté) | Illustration manquante                    | [ 114 ]             | Cerf sika          |
| Daim européen Dama dama (Linnaeus, 1758)                | Nl : Damhert De : Damhirsch                                                                | Allochtone (Introduit)               | Aire de répartition du Daim européen      | [ 115 ]             | Daim européen      |
| Muntjac de Chine Muntiacus reevesi (Ogilby, 1839)       | Nl : Chinese muntjak De : Chinesischer Muntjak                                             | Allochtone (Peut-être non acclimaté) | Illustration manquante                    | [ 117 ]             | Muntjac de Chine   |

### Famille:Suidés
| Nom vulgaire, nom binominal et citation d'auteurs | Nom vulgaire néerlandais (Nl) et allemand (De) (autres langues officielles de la Belgique) | Origine et statut en Belgique | Aire de répartition                       | Statut UICN mondial | Image              |
| ------------------------------------------------- | ------------------------------------------------------------------------------------------ | ----------------------------- | ----------------------------------------- | ------------------- | ------------------ |
| Sanglier d'Eurasie Sus scrofa Linnaeus, 1758      | Nl : Wild zwijn De : Wildschwein                                                           | Autochtone                    | Aire de répartition du Sanglier d'Eurasie | [ 118 ]             | Sanglier d'Eurasie |

## Ordre:Périssodactyles

### Famille:Équidés
| Nom vulgaire, nom binominal et citation d'auteurs | Nom vulgaire néerlandais (Nl) et allemand (De) (autres langues officielles de la Belgique) | Origine et statut en Belgique       | Aire de répartition           | Statut UICN mondial | Image  |
| ------------------------------------------------- | ------------------------------------------------------------------------------------------ | ----------------------------------- | ----------------------------- | ------------------- | ------ |
| Cheval Equus caballus Linnaeus, 1758              | Nl : Paard De : Pferd                                                                      | Autochtone (Peut-être réintroduit), | Aire de répartition du Cheval | [ 121 ]             | Cheval |

## Ordre:Carnivores

### Famille:Canidés
| Nom vulgaire, nom binominal et citation d'auteurs    | Nom vulgaire néerlandais (Nl) et allemand (De) (autres langues officielles de la Belgique) | Origine et statut en Belgique        | Aire de répartition                   | Statut UICN mondial | Image          |
| ---------------------------------------------------- | ------------------------------------------------------------------------------------------ | ------------------------------------ | ------------------------------------- | ------------------- | -------------- |
| Loup gris Canis lupus Linnaeus, 1758                 | Nl : Wolf De : Wolf                                                                        | Autochtone (Disparu, puis erratique) | Aire de répartition du Loup gris      | [ 123 ]             | Loup gris      |
| Chien viverrin Nyctereutes procyonoides (Gray, 1834) | Nl : Wasbeerhond De : Marderhund                                                           | Erratique                            | Aire de répartition du Chien viverrin | [ 125 ]             | Chien viverrin |
| Renard roux Vulpes vulpes (Linnaeus, 1758)           | Nl : Vos De : Rotfuchs                                                                     | Autochtone                           | Aire de répartition du Renard roux    | [ 126 ]             | Renard roux    |

### Famille:Ursidés
| Nom vulgaire, nom binominal et citation d'auteurs | Nom vulgaire néerlandais (Nl) et allemand (De) (autres langues officielles de la Belgique) | Origine et statut en Belgique | Aire de répartition                | Statut UICN mondial | Image     |
| ------------------------------------------------- | ------------------------------------------------------------------------------------------ | ----------------------------- | ---------------------------------- | ------------------- | --------- |
| Ours brun Ursus arctos Linnaeus, 1758             | Nl : Bruine beer De : Braunbär                                                             | Autochtone (Disparu)          | Aire de répartition de l'Ours brun | [ 127 ]             | Ours brun |

### Famille:Mustélidés
| Nom vulgaire, nom binominal et citation d'auteurs | Nom vulgaire néerlandais (Nl) et allemand (De) (autres langues officielles de la Belgique) | Origine et statut en Belgique        | Aire de répartition                        | Statut UICN mondial | Image             |
| ------------------------------------------------- | ------------------------------------------------------------------------------------------ | ------------------------------------ | ------------------------------------------ | ------------------- | ----------------- |
| Loutre d'Europe Lutra lutra (Linnaeus, 1758)      | Nl : Otter De : Fischotter                                                                 | Autochtone (Disparu, puis erratique) | Aire de répartition de la Loutre d'Europe  | [ 129 ]             | Loutre d'Europe   |
| Fouine Martes foina (Erxleben, 1777)              | Nl : Steenmarter De : Steinmarder                                                          | Peut-être allochtone,                | Aire de répartition de la Fouine           | [ 130 ]             | Fouine            |
| Martre des pins Martes martes (Linnaeus, 1758)    | Nl : Boommarter De : Baummarder                                                            | Autochtone                           | Aire de répartition de la Martre des pins  | [ 132 ]             | Martre des pins   |
| Blaireau européen Meles meles (Linnaeus, 1758)    | Nl : Das De : Europäischer Dachs                                                           | Autochtone                           | Aire de répartition du Blaireau européen   | [ 133 ]             | Blaireau européen |
| Hermine Mustela erminea Linnaeus, 1758            | Nl : Hermelijn De : Hermelin                                                               | Autochtone                           | Aire de répartition de l'Hermine           | [ 134 ]             | Hermine           |
| Vison d'Europe Mustela lutreola (Linnaeus, 1761)  | Nl : Europese nerts De : Europäischer Nerz                                                 | Peut-être autochtone (Disparu)       | Aire de répartition du Vison d'Europe      | [ 136 ]             | Vison d'Europe    |
| Belette d'Europe Mustela nivalis Linnaeus, 1766   | Nl : Wezel De : Mauswiesel                                                                 | Autochtone                           | Aire de répartition de la Belette d'Europe | [ 137 ]             | Belette d'Europe  |
| Putois d'Europe Mustela putorius Linnaeus, 1758   | Nl : Bunzing De : Europäischer Iltis                                                       | Autochtone                           | Aire de répartition du Putois d'Europe     | [ 138 ]             | Putois d'Europe   |
| Vison d'Amérique Neovison vison (Schreber, 1777)  | Nl : Amerikaanse nerts De : Amerikanischer Nerz                                            | Allochtone (Peut-être non acclimaté) | Aire de répartition du Vison d'Amérique    | [ 140 ]             | Vison d'Amérique  |

### Famille:Procyonidés
| Nom vulgaire, nom binominal et citation d'auteurs | Nom vulgaire néerlandais (Nl) et allemand (De) (autres langues officielles de la Belgique) | Origine et statut en Belgique | Aire de répartition                 | Statut UICN mondial | Image        |
| ------------------------------------------------- | ------------------------------------------------------------------------------------------ | ----------------------------- | ----------------------------------- | ------------------- | ------------ |
| Raton laveur Procyon lotor (Linnaeus, 1758)       | Nl : Gewone wasbeer De : Waschbär                                                          | Allochtone                    | Aire de répartition du Raton laveur | [ 142 ]             | Raton laveur |

### Famille:Odobénidés
| Nom vulgaire, nom binominal et citation d'auteurs | Nom vulgaire néerlandais (Nl) et allemand (De) (autres langues officielles de la Belgique) | Origine et statut en Belgique | Aire de répartition          | Statut UICN mondial | Image |
| ------------------------------------------------- | ------------------------------------------------------------------------------------------ | ----------------------------- | ---------------------------- | ------------------- | ----- |
| Morse Odobenus rosmarus (Linnaeus, 1758)          | Nl : Walrus De : Walross                                                                   | Erratique                     | Aire de répartition du Morse | [ 143 ]             | Morse |

### Famille:Phocidés
| Nom vulgaire, nom binominal et citation d'auteurs             | Nom vulgaire néerlandais (Nl) et allemand (De) (autres langues officielles de la Belgique) | Origine et statut en Belgique | Aire de répartition                        | Statut UICN mondial | Image               |
| ------------------------------------------------------------- | ------------------------------------------------------------------------------------------ | ----------------------------- | ------------------------------------------ | ------------------- | ------------------- |
| Phoque à capuchon Cystophora cristata (Erxleben, 1777)        | Nl : Klapmuts De : Klappmütze                                                              | Erratique                     | Aire de répartition du Phoque à capuchon   | [ 145 ]             | Phoque à capuchon   |
| Phoque gris Halichoerus grypus (Fabricius, 1791)              | Nl : Grijze zeehond De : Kegelrobbe                                                        | Autochtone (Recolonisateur),  | Aire de répartition du Phoque gris         | [ 146 ]             | Phoque gris         |
| Phoque du Groenland Pagophilus groenlandicus (Erxleben, 1777) | Nl : Zadelrob De : Sattelrobbe                                                             | Erratique                     | Aire de répartition du Phoque du Groenland | [ 149 ]             | Phoque du Groenland |
| Phoque veau marin Phoca vitulina Linnaeus, 1758               | Nl : Gewone zeehond De : Seehund                                                           | Autochtone                    | Aire de répartition du Phoque veau marin   | [ 150 ]             | Phoque veau marin   |
| Phoque annelé Pusa hispida (Schreber, 1775)                   | Nl : Ringelrob De : Ringelrobbe                                                            | Erratique                     | Aire de répartition du Phoque annelé       | [ 152 ]             | Phoque annelé       |

### Famille:Félidés
| Nom vulgaire, nom binominal et citation d'auteurs | Nom vulgaire néerlandais (Nl) et allemand (De) (autres langues officielles de la Belgique) | Origine et statut en Belgique        | Aire de répartition                 | Statut UICN mondial | Image        |
| ------------------------------------------------- | ------------------------------------------------------------------------------------------ | ------------------------------------ | ----------------------------------- | ------------------- | ------------ |
| Chat sauvage Felis silvestris Schreber, 1777      | Nl : Wilde kat De : Wildkatze                                                              | Autochtone                           | Aire de répartition du Chat sauvage | [ 153 ]             | Chat sauvage |
| Lynx boréal Lynx lynx (Linnaeus, 1758)            | Nl : Euraziatische lynx De : Eurasischer Luchs                                             | Autochtone (Disparu, puis erratique) | Aire de répartition du Lynx boréal  | [ 155 ]             | Lynx boréal  |

### Famille:Viverridés
| Nom vulgaire, nom binominal et citation d'auteurs | Nom vulgaire néerlandais (Nl) et allemand (De) (autres langues officielles de la Belgique) | Origine et statut en Belgique        | Aire de répartition                       | Statut UICN mondial | Image           |
| ------------------------------------------------- | ------------------------------------------------------------------------------------------ | ------------------------------------ | ----------------------------------------- | ------------------- | --------------- |
| Genette commune Genetta genetta (Linnaeus, 1758)  | Nl : Genetkat De : Kleinfleck-Ginsterkatze                                                 | Allochtone (Peut-être non acclimaté) | Aire de répartition de la Genette commune | [ 156 ]             | Genette commune |